# Бучинский, Борис Иванович
Борис Иванович Бучинский (1881—1971) — русский  полковник Генерального штаба. Герой Первой мировой войны, участник Гражданской войны в России на стороне Белой армии — руководитель разведки и контрразведки Добровольческой армии.

## Биография
В 1898 году  вступил в службу после окончания Владимирского Киевского кадетского корпуса. В 1901 году после окончания Николаевского кавалерийского училища  произведён в корнеты и выпущен в  Вознесенский 23-й драгунский полк. С 1904 года поручик Владимирского 13-го уланского полка.
В 1908 году после окончания Николаевской военной академии по I разряду произведён в штабс-капитаны. С 1908 года обер-офицер Офицерской кавалерийской школы. С 1909 года командир эскадрона  Владимирского 13-го уланского полка. В 1910 году произведён в капитаны. С 1911 года начальник строевого отдела штаба Усть-Двинской крепости. С 1913 года старший адъютант штаба 29-й пехотной дивизии.
С 1914 года участник Первой мировой войны — и.д. старшего адъютанта штаба Ковенской крепости. В 1915 году произведён в подполковники — штаб-офицер для поручений при штабе 37-го армейского корпуса, старший адъютант Отделения генерал-квартирмейстера штаба 5-й армии. С 1916 года полковник — и.д. начальника штаба 107-й пехотной дивизии. С 1917 года и.д. начальника штаба 12-й кавалерийской дивизии (с 01.03.1917; 04.03.1917).

Высочайшим приказом от 29 сентября 1915 года  за храбрость был награждён Георгиевским оружием: 
За то, что исполняя обязанности начальника штаба отряда, наступавшего 21—22-го февраля 1915 года на гор. Мориамполь, неоднократно производил личные разведки с явной опасностью для жизни, причём 21 февраля в бою у д. Мокалы, производя рекогносцировку, правильно оценил обстановку, чем дал возможность своевременно принять соответствующее решение и парировать угрожавший отряду обход неприятелем правого фланга
После Октябрьской революции участник Белого движения в составе Добровольческой армии и ВСЮР — начальник службы связи в штабе Главнокомандующего ВСЮР. С 1918 года участник Второго Кубанского похода во главе Разведывательного отделения Управления генерал-квартирмейстера штаба Добровольческой армии. До 1920 года — начальник Контрразведывательного отделения, с 1920 года вновь назначен начальником Разведывательного отделения штаба Добровольческой армии.
С 1920 года в эмиграции в Болгарии, позже во Франции. С 1934 года начальник Лионского района РОВС. С 1959 по 1963 годы публиковался в журнале "Возрождение" на политические и военные темы. Умер 14 апреля 1971 года в Сент-Женевьев де Буа.

## Награды
- Орден Святого Станислава 3-й степени  (ВП 06.06.1914)
- Орден Святой Анны 3-й степени с мечами и бантом (Мечи — ВП 05.03.1915)
- Орден Святого Станислава 2-й степени с мечами  (Мечи — ВП 13.11.1916)
- Орден Святого Владимира 4-й степени с мечами и бантом (ВП 20.05.1915)
- Георгиевское оружие (ВП 29.09.1915)